# Protestele din Brazilia din 2013
Protestele din Brazilia din 2013 au izbucnit la începutul lunii iunie, inițial ca reacție la tarifele transportului public din São Paulo, degenerând în manifestații la nivel național împotriva corupției și averii cheltuite pentru organizarea Campionatului Mondial de Fotbal din 2014 în Brazilia.
Pe 20 iunie peste 1,2 milioane de persoane au manifestat în întreaga țară. Vineri (21 iunie) la Rio de Janeiro, aproximativ 300.000 de oameni au blocat centrul orașului și au scandat ore întregi lozinci antiguvernamentale. De asemenea, mai mulți protestatari au atacat cu pietre sediul Ministerului de Externe, unde au spart mai multe geamuri. În întreaga țară, zeci de persoane au fost rănite, iar un om și-a pierdut viața după ce o mașină a lovit un grup de manifestanți.

## Cauzele
Protestele din Brazilia au izbucnit după ce autoritățile din mai multe orașe au decis să majoreze tarifele pentru transportul în comun. Deși măsura a fost anulată, furia populației nu pare să fi fost liniștită. Mulți brazilieni susțin că protestează față de corupția generalizată, dar și față de inegalitățile economice din țară

## Reacții
- Președintele Braziliei, Dilma Rousseff, a propus, într-un discurs radiotelevizat, noi subvenții pentru transportul public urban, veniturile obținute din exploatarea resurselor de petrol urmând să fie folosite în educație, precum și aducerea a mii de medici din străinătate pentru a îmbunătăți sistemul național de sănătate.

„Vreau să vorbesc cu liderii celorlalte puteri pentru a ne uni eforturile, vreau să invit guvernatorii și primarii din principalele orașe pentru a forma un pact în vederea ameliorării serviciilor publice.”